# Museu de Arte Moderna do Rio de Janeiro

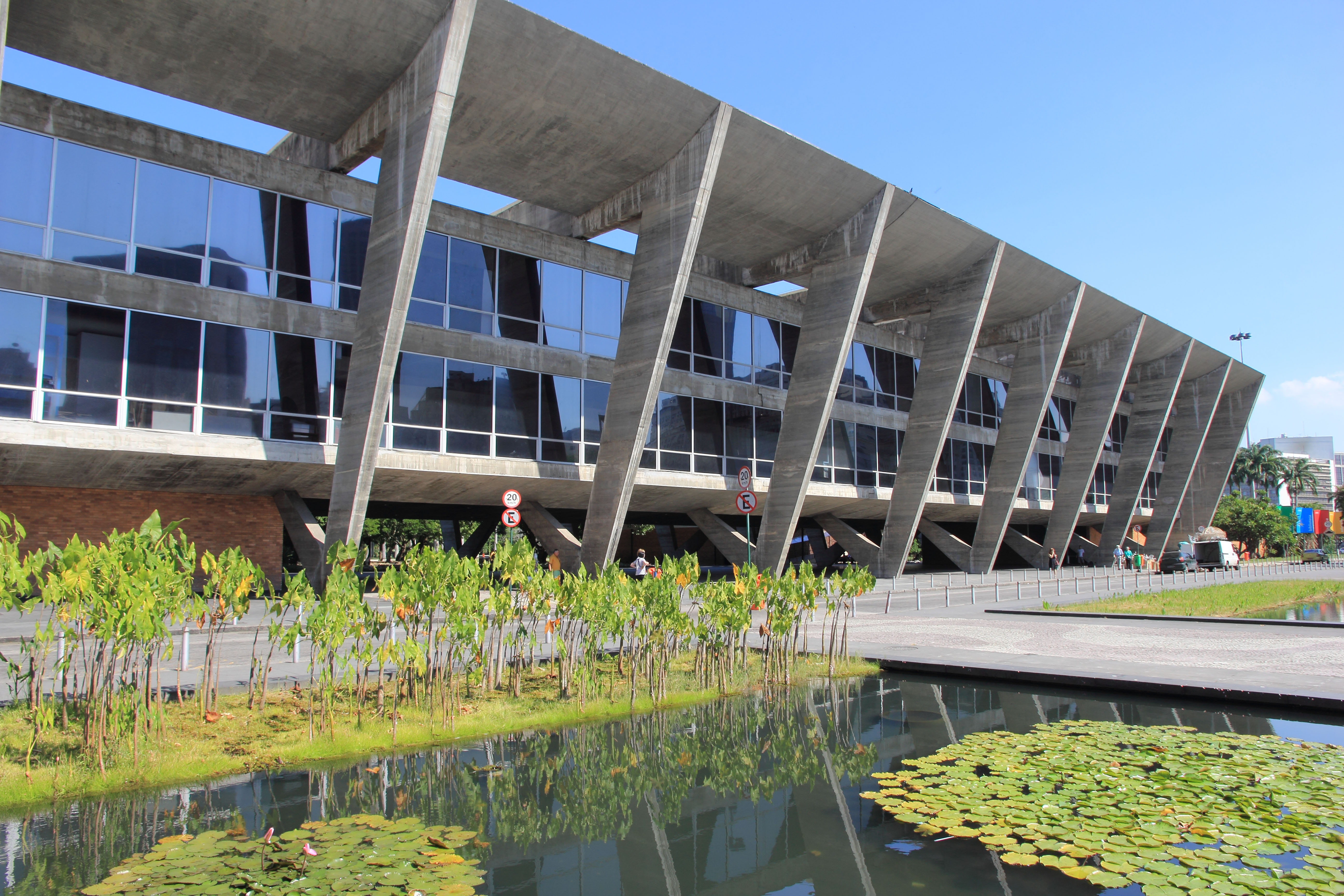
Museu de Arte Moderna do Rio de Janeiro

Das Museum für Moderne Kunst in Rio de Janeiro, portugiesisch Museu de Arte Moderna do Rio de Janeiro (MAM, auch: MAMRJ, MAMRio) wurde 1948 gegründet. Den 1955 fertiggestellten Museumsbau hat Affonso Eduardo Reidy entworfen. Die Gartenanlagen stammen von Roberto Burle Marx. Das Museum beherbergt neben einer hervorragenden Sammlung brasilianischer Kunst auch wechselnde internationale Ausstellungen.
Nach einer Brandkatastrophe im Jahre 1978 konnte die Sammlung durch verschiedene Schenkungen und Ankäufe wieder aufgebaut werden. Seit 1993 befindet sich im Museum auch die Sammlung des Kunstförderers Gilberto Chateaubriand mit rund 4000 Werken der modernen und zeitgenössischen Kunst.
Im November 2024 war das Museum Veranstaltungsort des G20-Gipfels in Brasilien.

## Ausstellungen
- 2014: Expo I: Rio, teilweise übernommen von Museum of Modern Art und P.S.1, beide in New York.[2]